# Joko Widodo
Joko Widodo (sinh ngày 21 tháng 6 năm 1961) là một chính trị gia Indonesia và là cựu Tổng thống của Indonesia. Ông thường được biết đến với biệt danh Jokowi. Ông đã từng là thị trưởng thành phố Surakarta. Ông được đảng của mình, Đảng Dân chủ - Đấu tranh Indonesia (PDI-P), chọn làm người chạy đua tranh cử trong cuộc bầu cử thống đốc Jakarta cùng với người bạn đồng hành cuộc tranh cử Basuki Tjahaja Purnama (thường được gọi là Ahok). Ông được bầu làm thống đốc Jakarta vào ngày 20 tháng 9 năm 2012 sau một cuộc bầu cử vòng thứ hai, trong đó ông đánh bại thống đốc đương nhiệm Fauzi Bowo.Chiến thắng của Jokowi đã cho cái nhìn bao quát khi phản ánh sự lựa chọn của cử tri đối với lãnh đạo có phong cách chính trị "mới" và "trong sạch". nhiều hơn so với những nhà chính trị già cội.
Ngày 9/7/2014, ông là một trong hai ứng cử viên chạy đua tranh cử trong cuộc bầu cử tổng thống Indonesia. Ông tranh cử với Prabowo Subianto, một cựu tướng quân đội.
Ngày 22 tháng 7 năm 2014 Jokowi được công bố là tổng thống đắc cử của Indonesia, giành chiến thắng với 53,15% phiếu bầu so với số phiếu bầu của đối thủ của ông là Prabowo 46,85%. Joko trở lại làm thống đốc Jakarta cho đến ngày 20 tháng 10 khi ông nhậm chức tổng thống.

## Tiểu sử

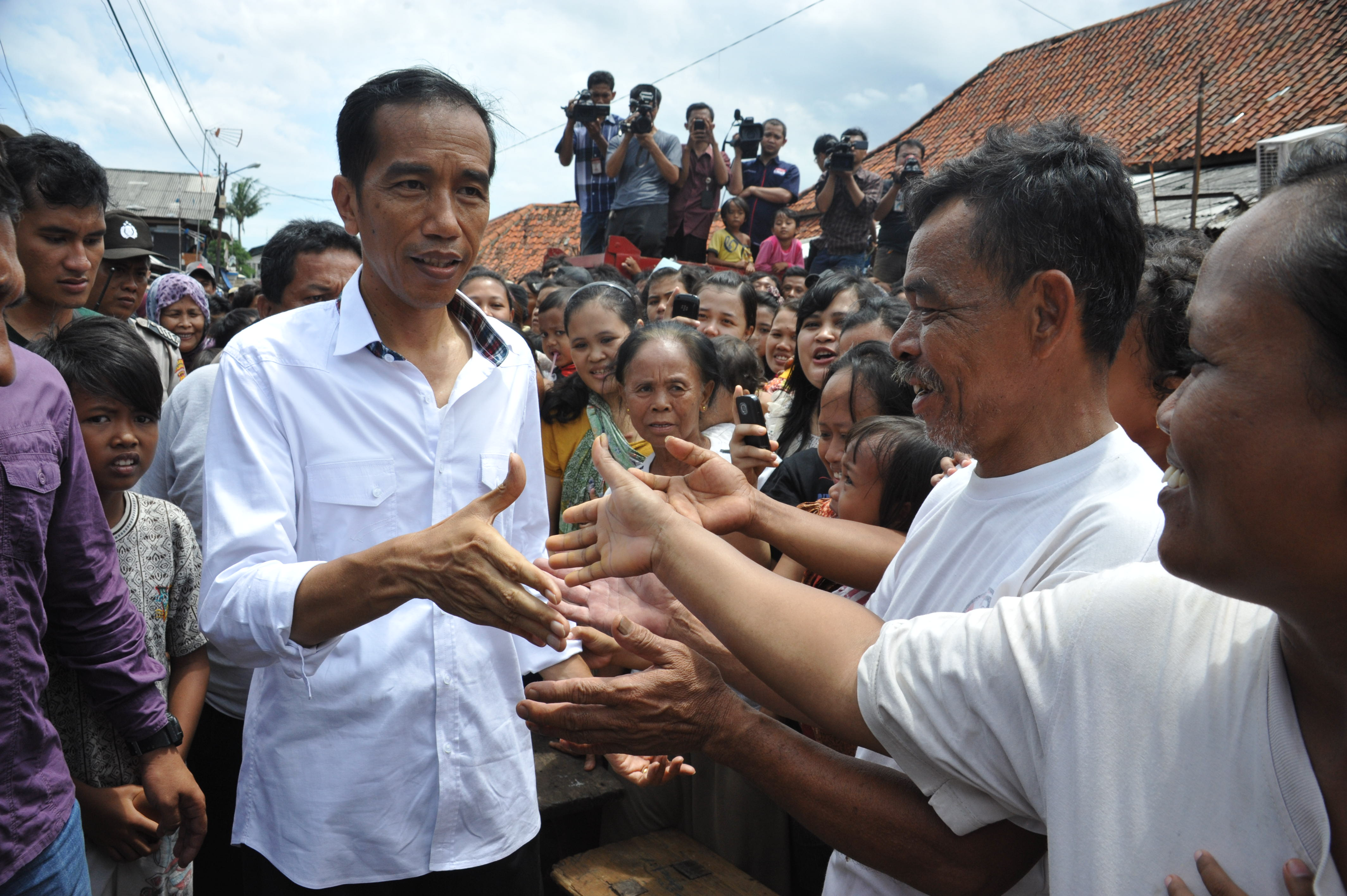
Ông Jokowi tiếp xúc dân, 27/1/2013

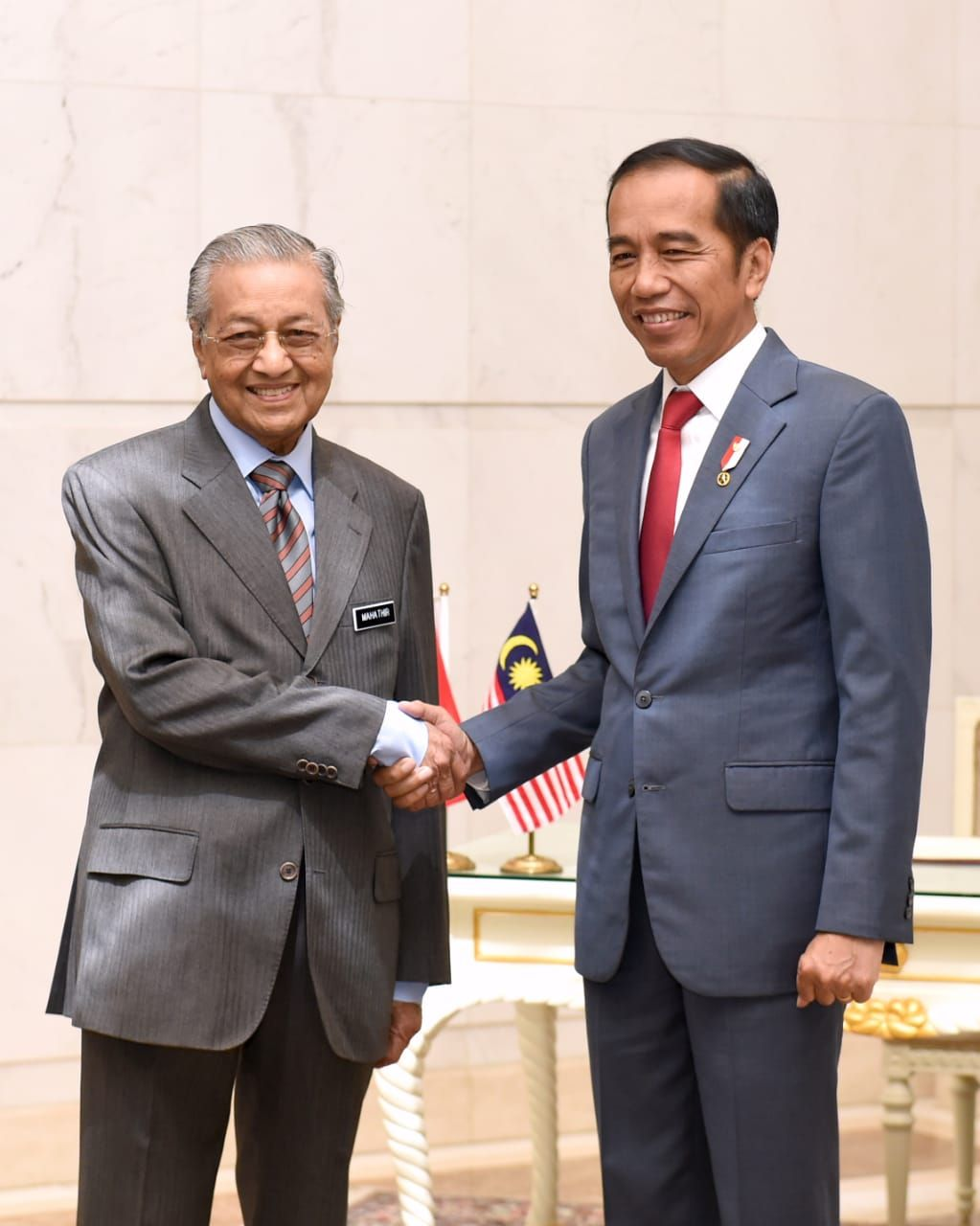
Joko Widodo và Thủ tướng Malaysia Mahathir Mohamad (9 tháng 8 năm 2019)

Joko Widodo xuất thân từ một gia đình nghèo, cha ông và chính bản thân ông là thợ mộc, chuyên sản xuất bàn ghế. Ông tham gia công đoàn các nhà kinh doanh vừa và nhỏ, rồi tham gia Đảng Dân chủ Indonesia của bà Megawati Sukarnoputri, con gái ông Sukarno, tổng thống đầu tiên của Indonesia.

## Giải thưởng và danh hiệu
Giải thưởng và danh dự của ông bao gồm:
2008: Jokowi được liệt kê bởi tạp chí Tempo là một trong 'Top 10 thị trưởng của Indonesia năm 2008'.
2011: Ông được trao Bintang Jaša Utama của Tổng thống Susilo Bambang Yudhoyono.
2012: Jokowi nhận được vị trí thứ ba của giải thưởng Thị trưởng Thế giới 2012 cho "chuyển một thành phố tội phạm hoành thành một trung tâm khu vực về văn hóa nghệ thuật và một thành phố hấp dẫn đối với khách du lịch Anh đã được liệt kê như là một trong:"Các nhà tư tưởng hàng đầu toàn cầu năm 2013 " trong tạp chí Foreign Policy. Trong tháng 2 năm 2013 ông được đề cử làm thị trưởng toàn cầu trong tháng của Thị trưởng Thành phố Foundation  có trụ sở tại London.
2014: Jokowi được liệt kê bởi tạp chí Fortune là một trong "50 nhà lãnh đạo vĩ đại nhất của thế giới trong năm.

## Cuộc sống cá nhân
Jokowi kết hôn với Iriana ở Surakarta vào ngày 24 tháng 12 năm 1986 Họ có ba người con: Gibran Rakabuming (1988), Kahiyang Ayu (1991), và Kaesang Pangarep (1995)
Theo The Economist, Jokowi "có thiên hướng yêu thích nhạc rock ầm ỹ" và đã từng sở hữu một cây guitar bass có chữ ký của một thành viên của ban nhạc heavy metal Metallica.

## Phim
Vào tháng 6 năm 2013, một bộ phim miêu tả thời thơ ấu và thanh niên của Jokowi đã được phát hành. Jokowi đã bày tỏ một số phản đối đối với bộ phim, cho rằng cuộc sống của ông cũng khá bình thường, không tới mức cần phải dựng thành một bộ phim.